# Dolina Zimnej Wody

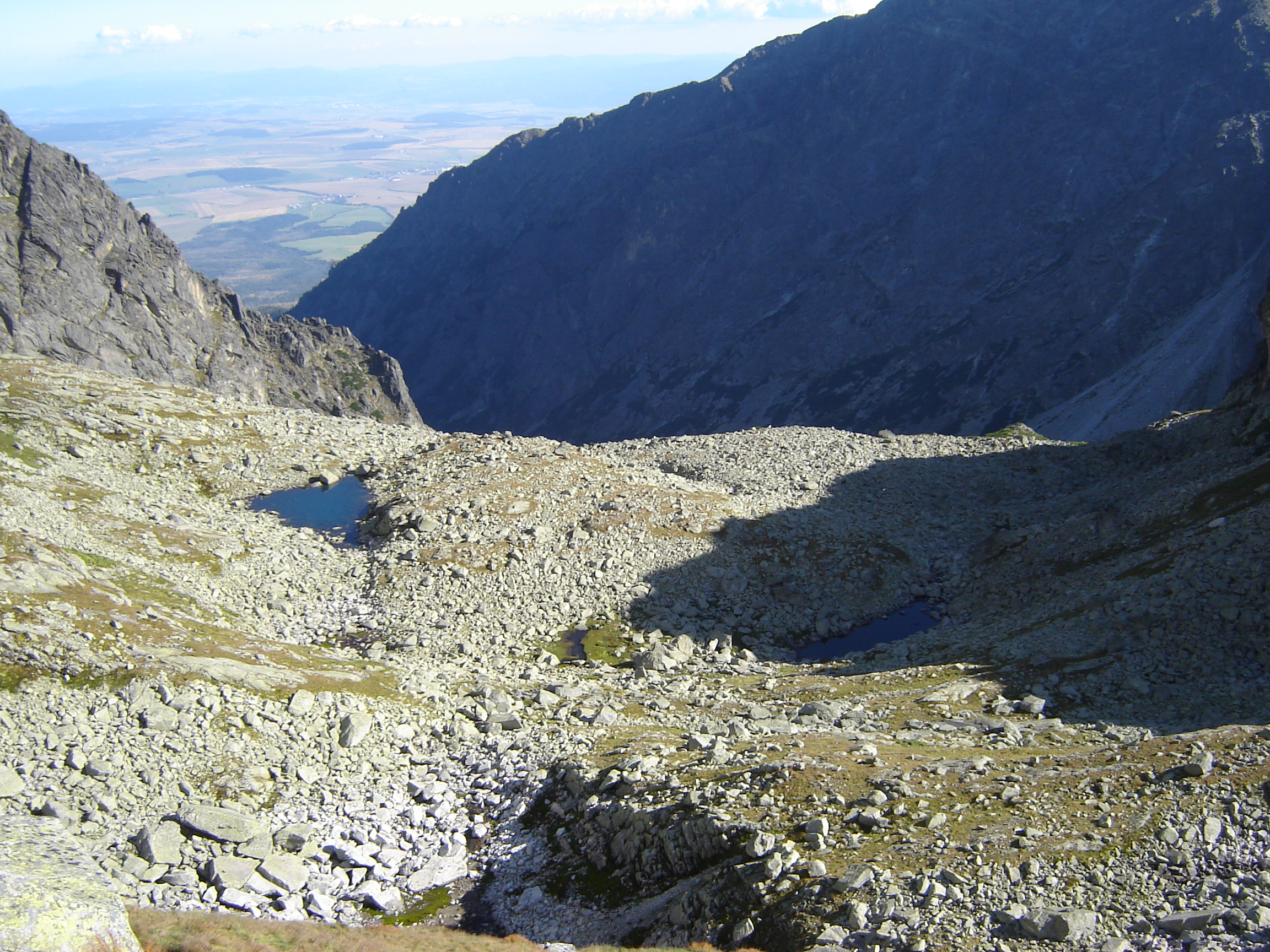
Górne piętro Doliny Staroleśnej

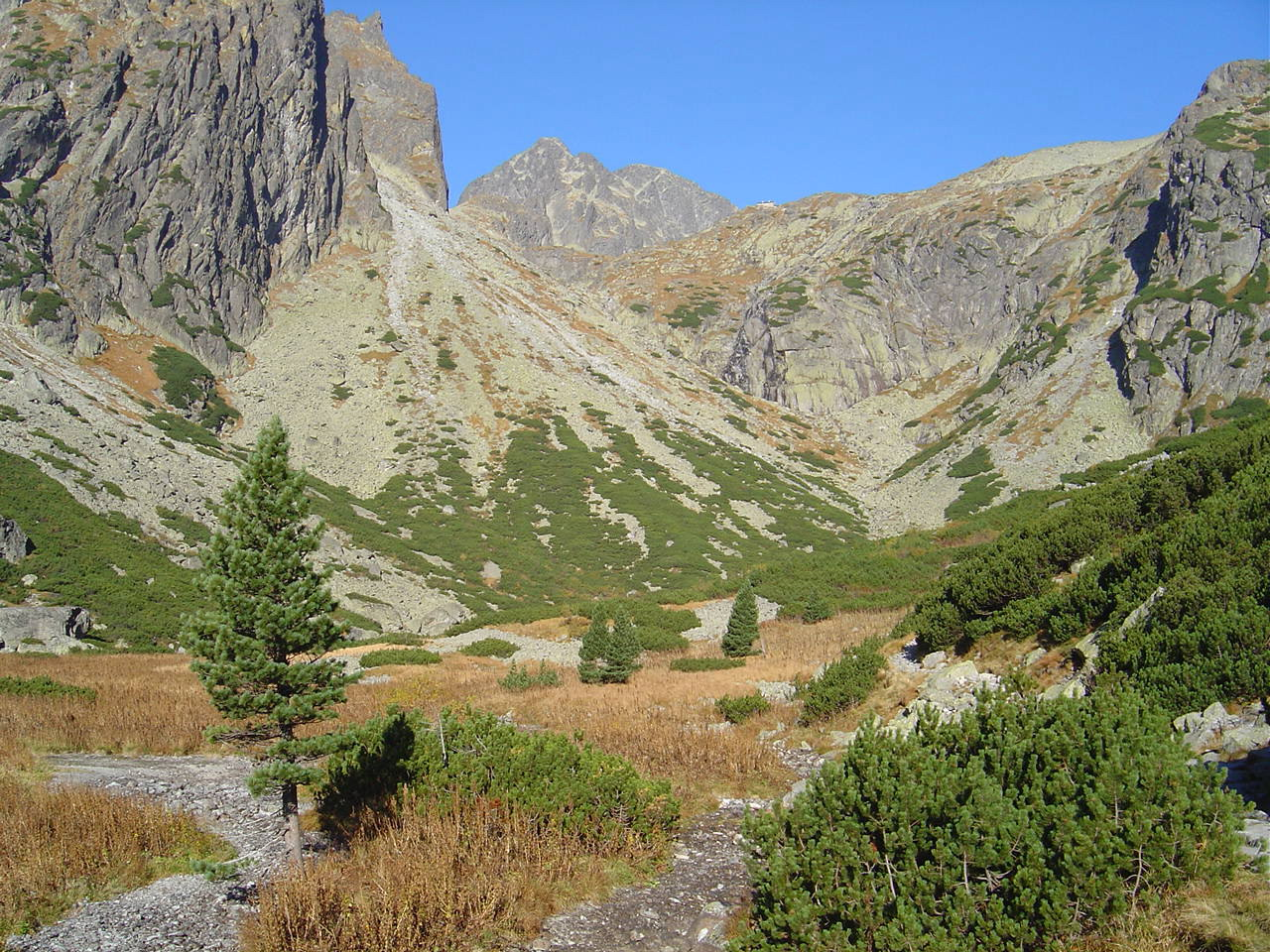
Dolina Małej Zimnej Wody

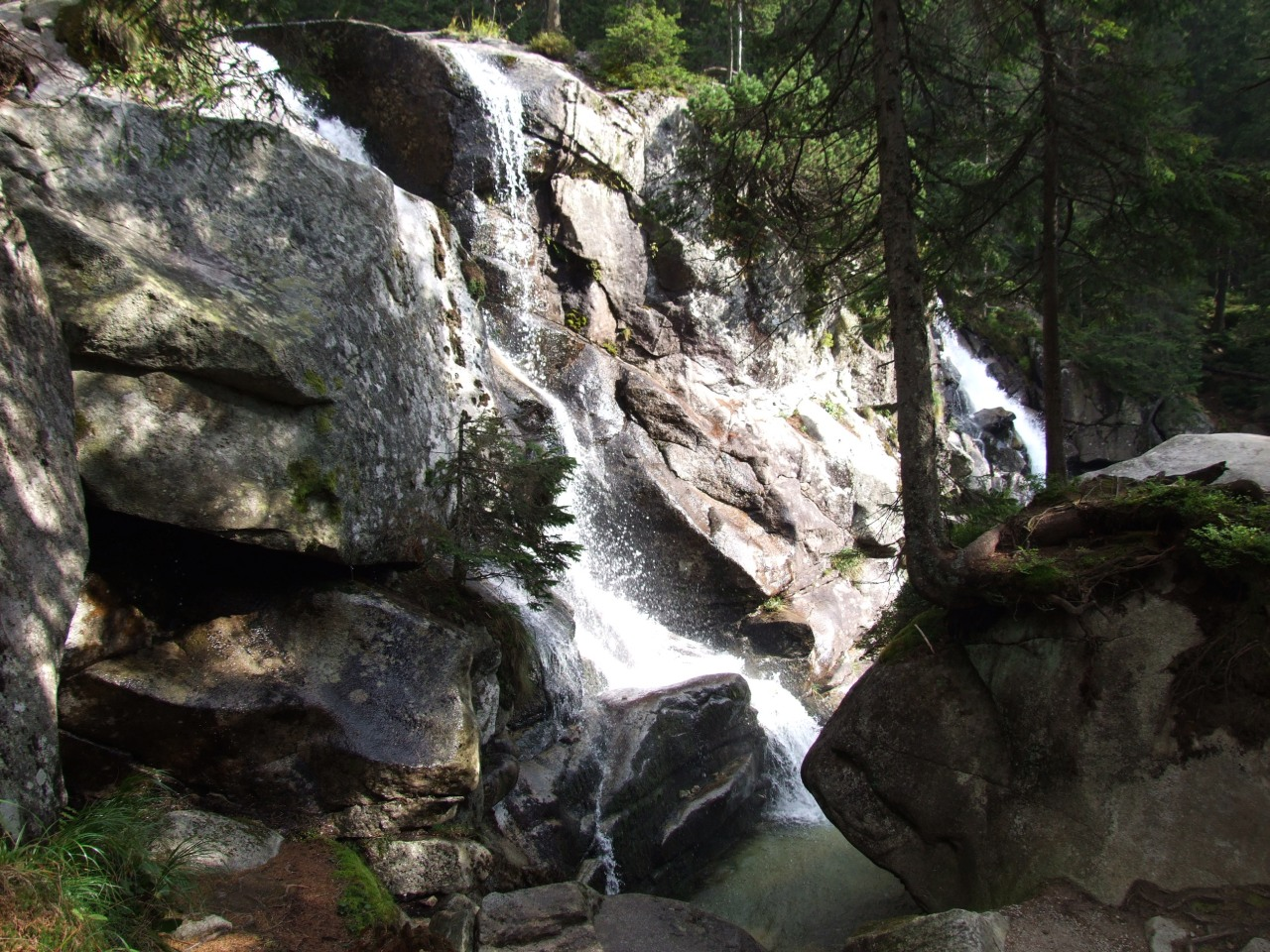
Wodospady Zimnej Wody

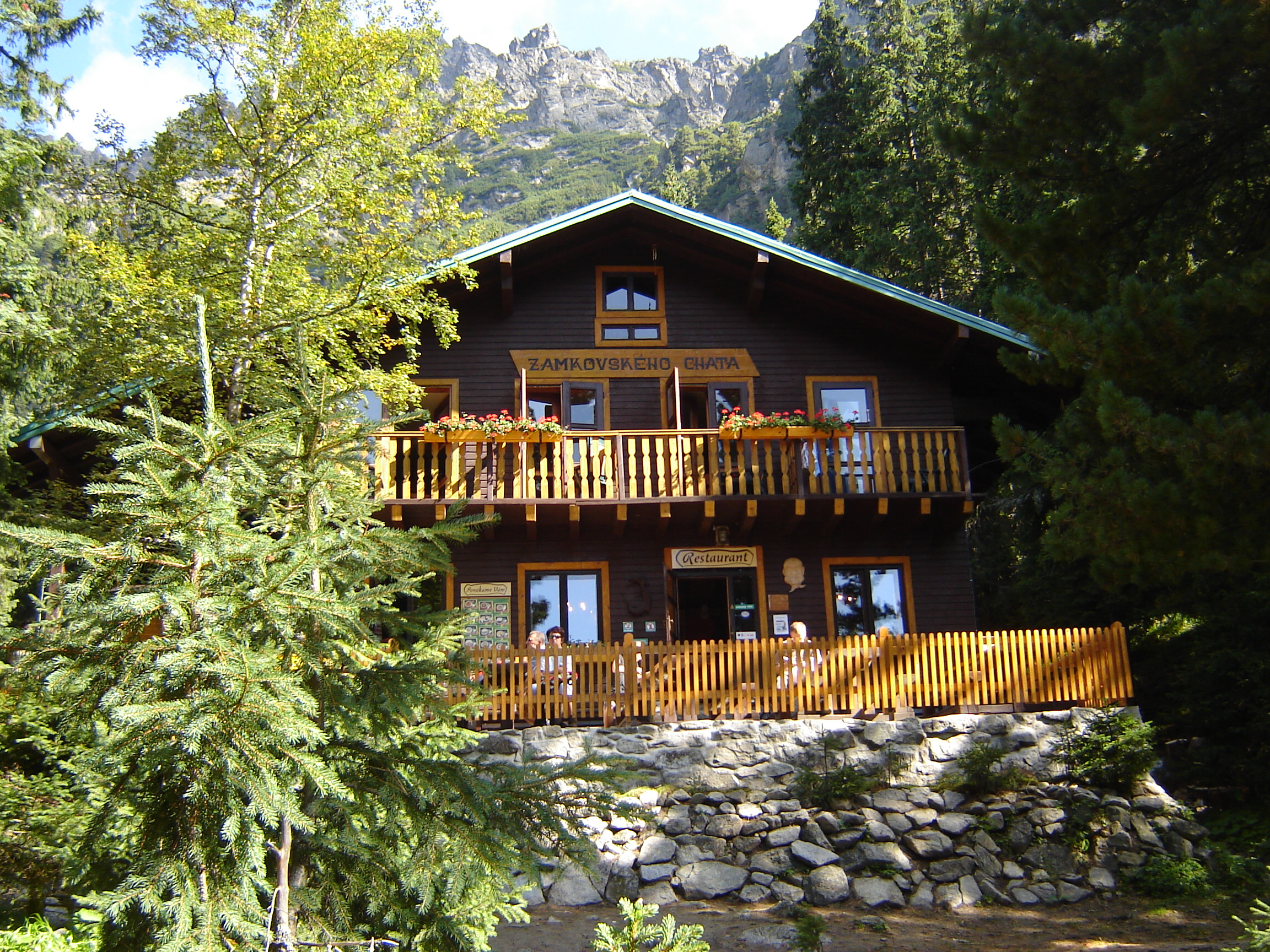
Schronisko Zamkovskiego

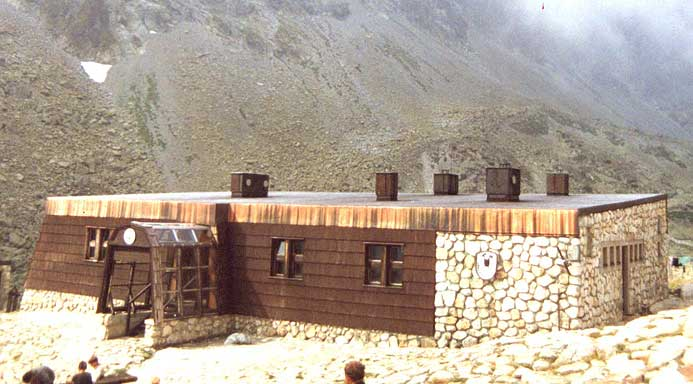
Schronisko Zbójnickie

Dolina Zimnej Wody (słow. Studená dolina, niem. Kohlbachtal, węg. Tar-pataki-völgy) – dolina walna po południowej stronie Tatrach Wysokich, położona na Słowacji.

## Topografia
Dolina Zimnej Wody ma dwie duże gałęzie, rozdzielające się w rejonie Wodospadów Zimnej Wody i podchodzące pod grań główną Tatr:
- Dolinę Staroleśną (Veľká Studená dolina), odchodzącą w kierunku zachodnim i graniczącą z granią główną na odcinku od Małej Wysokiej do Małego Lodowego Szczytu,
- Dolinę Małej Zimnej Wody (Malá Studená dolina), odchodzącą w kierunku północno-zachodnim i graniczącą z granią główną na odcinku od Małego Lodowego Szczytu do Wyżniego Baraniego Zwornika w masywie Baranich Rogów. Dalsza część grani, południowo-wschodnia grań Wyżniego Baraniego Zwornika, oddziela Dolinę Małej Zimnej Wody od Doliny Kieżmarskiej.

Od północnego wschodu z doliną graniczy Dolina Łomnicka oddzielona Łomnicką Granią, od południa Sławkowski Grzebień oddziela ją od przedpól Doliny Sławkowskiej. Wylot doliny jest wąski i znajduje się w okolicy zabudowań Tatrzańskiej Leśnej. Najwyższym punktem grani otaczających system Doliny Zimnej Wody jest Łomnica, położona na północny wschód od Doliny Małej Zimnej Wody.

## Wody
Przez Dolinę Zimnej Wody przepływa potok Zimna Woda (Studený potok), powstający z połączenia Staroleśnego Potoku i Małej Zimnej Wody spływających z obu odnóg. Na Zimnej Wodzie znajdują się Wodospady Zimnej Wody. W Dolinie Staroleśnej oraz w Dolinie Pięciu Stawów Spiskich (górnym piętrze Doliny Małej Zimnej Wody) położonych jest wiele jezior pochodzenia polodowcowego, m.in. Harnaskie Stawy i Zbójnickie Stawy w Dolinie Staroleśnej oraz Pięć Stawów Spiskich.

## Turystyka
Dostęp do doliny najłatwiejszy jest od strony Tatrzańskiej Leśnej i Tatrzańskiej Łomnicy, a także ze Smokowieckiego Siodełka (Hrebienok), na który ze Starego Smokowca prowadzi naziemna kolejka linowa. W obrębie Doliny Zimnej Wody i jej odnóg infrastruktura turystyczna jest najlepiej rozwinięta w całych słowackich Tatrach. Przy Wodospadach Zimnej Wody położona jest Rainerowa Chatka, najstarsze schronisko w całych Tatrach, mieszczące współcześnie bufet i muzeum. Nieopodal Siodełka znajduje się natomiast schronisko Bilíka. Kolejne trzy schroniska położone są w Dolinie Staroleśnej (Schronisko Zbójnickie) oraz w Dolinie Małej Zimnej Wody (Schronisko Zamkovskiego i Schronisko Téryego). Są one punktem wyjścia do wypraw w wysokie partie gór, m.in. na Czerwoną Ławkę, Lodową Przełęcz, Rohatkę i Małą Wysoką.

## Szlaki turystyczne
– niebieski szlak z Tatrzańskiej Łomnicy do Wodospadów Zimnej Wody, od Rainerowej Chatki dalej dnem Doliny Staroleśnej do Schroniska Zbójnickiego, stąd szlak prowadzi na Rohatkę.
- Czas przejścia z Tatrzańskiej Łomnicy do Rainerowej Chatki: 2 h, ↓ 1:45 h
- Czas przejścia od Rainerowej Chatki do Schroniska Zbójnickiego: 2:15 h, ↓ 1:45 h

  – zielony szlak ze Starego Smokowca, biegnący wzdłuż kolejki na Smokowieckie Siodełko i dalej do Rainerowej Chatki.
- Czas przejścia ze Starego Smokowca na Siodełko: 1 h, ↓ 30 min
- Czas przejścia z Siodełka do Rainerowej Chatki: 35 min w obie strony

  – żółty szlak z Tatrzańskiej Leśnej do Wodospadów Zimnej Wody. Czas przejścia: 1:30 h, ↓ 1:15 h
  – dolinę przecina znakowana czerwono Magistrala Tatrzańska, biegnąca znad Wielickiego Stawu na Siodełko, a stamtąd obok Rainerowej Chatki i Schroniska Zamkovskiego do Doliny Łomnickiej.
- Czas przejścia z Siodełka do Rainerowej Chatki: 30 min w obie strony
- Czas przejścia z Rainerowej Chatki do Schroniska Zamkovskiego: 30 min w obie strony
- Czas przejścia ze Schroniska Zamkovskiego do Schroniska Łomnickiego: 1 h, z powrotem 45 min

  – od Schroniska Zamkovskiego wiedzie dnem Doliny Małej Zimnej Wody zielony szlak do Schroniska Téryego i dalej na Lodową Przełęcz. Czas przejścia do Schroniska Téryego: 1:45 h, ↓ 1:20 h
  – żółty szlak jednokierunkowy, łączący oba odgałęzienia doliny i prowadzący ze Schroniska Téryego przez Czerwoną Ławkę do Schroniska Zbójnickiego. Czas przejścia: 3:15 h